# Bea Booze
Bea Booze (Baltimore, 1920. május 23. – Scottsville, 1986. november 11.) amerikai bluesénekesnő. Az 1940-es években a legnépszerűbb R&B énekesnő a maga idején a kevés női bluesgitárosok egyike volt.

## Pályafutása
| Bea Booze                                 | Bea Booze                                 |
| Kattints az alábbi külső linkek egyikére! | Kattints az alábbi külső linkek egyikére! |
| ----------------------------------------- | ----------------------------------------- |
| Nem található szabad kép.(?)              |                                           |
| külső link · jogvédett                    | Bea Booze                                 |

A New York állambeli Harlemben szerzett hírnevet. A Booze-t a Decca Records szerződtette, hogy feldolgozzon olyan dalokat, amelyek Lil Green stílusát utánozzák, és először 1942-ben rögzítették.
A „See See Rider Blues” verziója − amelyet először Ma Raineyvel vettek fel − első helyezést ért el a Billboard R&B toplistáján, (átnevezve: „See See Rider Blues Girl”). Az éneklés mellett Bea Booze fellépésein számos felvételén gitározott. Bea Booze később, az 1940-es években az Andy Kirk zenekarral lépett fel, amelyben a trombitás Fats Navarro, George Kelly szaxofonos és Larry Johnson orgonás társaságában készített felvételeket.
Az 1950-es évek elején visszavonult a zeneipartól, és Baltimore-ban, majd a New York állambeli Scottsville-ben telepedett le, bár 1962-ben Sammy Price-szal még készített felvételeket. 
1986-ban Scottsville-ben halt meg.

## Lemezek
- If I'm a fool
- I love to Georgia Brown so slow
- Uncle Sam come and get him
- If I didn't love you
- See see rider blues
- Let's be friends
- Catchin' as catch can
- War rationin' Papa-1
- Mr. Freddie blues
- Gulf Coast blues
- Uncle Sam took a darn good man
- These young men blues
- Uncle Sam took a darned good man
- Gulf Coast blues
- These young men blues
- So good
- Alabama bound
- Doggin' man blues